# Promozione Toscana 1984-1985
Nella stagione 1984-1985 la Promozione era sesto livello del calcio italiano (il massimo livello regionale). Qui vi sono le statistiche relative al campionato in Toscana.
Il campionato è strutturato in vari gironi all'italiana su base regionale, gestiti dai Comitati Regionali di competenza. Promozioni alla categoria superiore e retrocessioni in quella inferiore non erano sempre omogenee; erano quantificate all'inizio del campionato dal Comitato Regionale secondo le direttive stabilite dalla Lega Nazionale Dilettanti, ma flessibili, in relazione al numero delle società retrocesse dal Campionato Interregionale e perciò, a seconda delle varie situazioni regionali, la fine del campionato poteva avere degli spareggi sia di promozione che di retrocessione.

## Girone A

### Squadre partecipanti
| Squadra                 | Città                      |
| ----------------------- | -------------------------- |
| A.C. Alabastri Volterra | Volterra (PI)              |
| G.S. Armando Picchi     | Livorno (LI)               |
| S.S. Argentario         | Porto Santo Stefano (GR)   |
| U.S. Bozzano            | Bozzano (Massarosa) (PI)   |
| A.S. Calzaturieri       | Santa Maria a Monte (PI)   |
| A.S. Camaiore           | Camaiore (LU)              |
| A.S. Certaldo           | Certaldo (FI)              |
| U.S. Forte dei Marmi    | Forte dei Marmi (LU)       |
| U.S. Grosseto           | Grosseto (GR)              |
| U.S. Piombino           | Piombino (LI)              |
| A.C. Mobilieri Ponsacco | Ponsacco                   |
| U.S. Orbetello          | Orbetello (GR)             |
| U.S. Perignano          | Lari (Italia) (PI)         |
| U.S. Ponte a Moriano    | Lucca (LU)                 |
| G.S. Tuttocalzatura     | Castelfranco di Sotto (PI) |
| A.S. Venturina          | Venturina Terme (LI)       |

### Classifica finale
|  | Pos. | Squadra            | Pt | G  | V  | N  | P  | GF | GS | DR  |
|  | ---- | ------------------ | -- | -- | -- | -- | -- | -- | -- | --- |
|  | 1.   | Certaldo           | 43 | 30 | 17 | 9  | 4  | 43 | 26 | +17 |
|  | 2.   | Ponte a Moriano    | 38 | 30 | 13 | 12 | 5  | 37 | 26 | +11 |
|  | 3.   | Tuttocalzatura     | 34 | 30 | 15 | 4  | 11 | 35 | 32 | +3  |
|  | 4.   | Mobilieri Ponsacco | 33 | 30 | 10 | 13 | 7  | 31 | 23 | +8  |
|  | 5.   | Bozzano            | 32 | 30 | 8  | 16 | 6  | 31 | 26 | +5  |
|  | 6.   | Alabastri Volterra | 32 | 30 | 9  | 14 | 7  | 36 | 29 | +7  |
|  | 7.   | Camaiore           | 32 | 30 | 11 | 10 | 9  | 38 | 31 | +7  |
|  | 8.   | Perignano          | 30 | 30 | 10 | 10 | 10 | 27 | 30 | -3  |
|  | 9.   | Argentario         | 29 | 30 | 9  | 11 | 10 | 39 | 33 | +6  |
|  | 10.  | Grosseto           | 29 | 30 | 9  | 11 | 10 | 39 | 33 | +6  |
|  | 11.  | Orbetello          | 28 | 30 | 11 | 6  | 13 | 25 | 33 | -8  |
|  | 12.  | Venturina          | 27 | 30 | 9  | 9  | 12 | 30 | 41 | -11 |
|  | 13.  | Armando Picchi     | 26 | 30 | 7  | 12 | 11 | 25 | 30 | -5  |
|  | 14.  | Calzaturieri       | 24 | 30 | 7  | 10 | 13 | 25 | 37 | -12 |
|  | 15.  | Piombino           | 23 | 30 | 6  | 11 | 13 | 25 | 36 | -11 |
|  | 16.  | Forte dei Marmi    | 20 | 30 | 4  | 12 | 14 | 17 | 39 | -22 |

- Calzaturieri retrocessa, poi riammessa.

## Girone B

### Squadre partecipanti
| Squadra                  | Città                           |
| ------------------------ | ------------------------------- |
| U.S. Antella             | Bagno a Ripoli (FI)             |
| U.P. Bibbienese          | Bibbiena (AR)                   |
| U.S. Castiglionese       | Castiglion Fiorentino (AR)      |
| U.S. Colligiana          | Colle di Val d'Elsa (SI)        |
| A.S. Figline             | Figline Valdarno (FI)           |
| A.C. Foiano              | Foiano della Chiana (AR)        |
| U.S. Grassina            | Grassina (FI)                   |
| A.S. Impruneta           | Impruneta (FI)                  |
| U.S. Intercomunale Vinci | Vinci (FI)                      |
| U.S. Lampo               | Lamporecchio (FI)               |
| U.S. Pontassieve         | Pontassieve (FI)                |
| Pol. Pratovecchio        | Pratovecchio (AR)               |
| A.C. Sangiovannese       | San Giovanni Valdarno (AR)      |
| A.C. Sansovino           | Monte San Savino (AR)           |
| S.S. Staggia             | Staggia Senese (SI)             |
| U.S. Tegoleto            | Civitella in Val di Chiana (AR) |

### Classifica finale
|  | Pos. | Squadra             | Pt | G  | V  | N  | P  | GF | GS | DR  |
|  | ---- | ------------------- | -- | -- | -- | -- | -- | -- | -- | --- |
|  | 1.   | Intercomunale Vinci | 45 | 30 | 17 | 11 | 2  | 39 | 14 | +25 |
|  | 2.   | Sangiovannese       | 43 | 30 | 16 | 11 | 3  | 34 | 13 | +21 |
|  | 3.   | Bibbienese          | 42 | 30 | 16 | 10 | 4  | 37 | 17 | +20 |
|  | 4.   | Castiglionese       | 35 | 30 | 13 | 9  | 8  | 33 | 22 | +11 |
|  | 5.   | Tegoleto            | 33 | 30 | 11 | 11 | 8  | 34 | 27 | +7  |
|  | 6.   | Colligiana          | 32 | 30 | 13 | 6  | 11 | 29 | 26 | +3  |
|  | 7.   | Antella             | 31 | 30 | 8  | 15 | 7  | 23 | 21 | +2  |
|  | 8.   | Pratovecchio        | 29 | 30 | 8  | 13 | 9  | 28 | 34 | -6  |
|  | 9.   | Staggia             | 28 | 30 | 7  | 14 | 9  | 19 | 20 | -1  |
|  | 10.  | Figline             | 28 | 30 | 12 | 4  | 11 | 33 | 34 | -1  |
|  | 11.  | Pontassieve         | 28 | 30 | 9  | 10 | 11 | 25 | 26 | -1  |
|  | 12.  | Grassina            | 26 | 30 | 8  | 10 | 12 | 28 | 44 | -16 |
|  | 13.  | Impruneta           | 24 | 30 | 7  | 10 | 13 | 22 | 30 | -8  |
|  | 14.  | Lampo               | 21 | 30 | 6  | 9  | 15 | 23 | 39 | -16 |
|  | 15.  | Foiano              | 19 | 30 | 3  | 13 | 14 | 23 | 41 | -18 |
|  | 16.  | Sansovino           | 16 | 30 | 4  | 8  | 18 | 25 | 47 | -22 |

- Lampo retrocesso, poi riammesso.